# Selecția Națională 2010
Selecția Națională 2010 reprezintă procesul de alegere a piesei reprezentante a României la Eurovision 2010. Acesta a fost foarte diferit față de cele din anii trecuți. Finala selecției naționale s-a desfășurat pe 6 martie 2010 și a fost transmisă în direct de TVR 1 și TVR i de la orele 19:30. Deoarece nu a câștigat Eurovisionul din 2009 și nu este membră „Big Four”, România trebuie să concureze în semifinala a doua, de pe 27 mai..

## Istoric
Deși în toamna anului 2009 SRTV a arătat un interes de a se retrage din concurs, pe data de 5 noiembrie 2009, România și-a confirmat prezența la Ediția din 2010.. Pe data de 9 decembrie a început perioada înscrierilor pieselor. Aceasta a durat până pe 14 ianuarie 2010. Pe 21 ianuarie au fost validate piesele trimise, iar 17 dintre ele au fost descalificate de către juriu, pe motiv că nu au avut documentația completă. Astfel, au rămas 111 piese pentru faza preselecțiilor din 25, 26 și 27 ianuarie... Acestea sunt selectate de către un juriu format din 15 specialiști români din domeniile :jurnalism, televiziune, radio, coregrafie și muzică. Ei vor alege un număr total de 15 piese pentru finala selecției, din 6 martie. Între 28 ianuarie și 5 februarie vor fi făcute publice numele melodiilor finaliste, iar dacă juriul decide că una sau mai multe dintre melodii ar avea mai mult potențial interpretate de alt artist, compozitorii vor reînregistra piesa cu cel desemnat de juriu. În perioada imediat următoare vor fi realizate videoclipurile de promovare ale pieselor finaliste.
Între 20 februarie și 5 martie 2010, toate cele 15 piese finaliste au fost promovate în condiții de egalitate, pe toate posturile Televiziunii Române dar și alte canale TV din țară. De asemenea, cântecele vor primiiun statut de single-uri pentru radio, fiind difuzate de toate posturile FM din România, în mod egal. Pe data de 6 martie 2010, pe 6 martie se va desfășura finala, la Circul Globus]] și va fi transmisă în direct de către TVR 1 și TVR i. Piesa câștigătoare va fi Reprezentanta României la Eurovision 2010. Interpretul câștigător va pornii într-un turenu de promovare al piesei prin Europa,din martie până în mai, iar pe 25 sau 27 mai va concura pentru țara noastră la una dintre semifinale.

## Premiza
Datorită clasărilor proaste din ultimii doi ani (locurile 20,respectiv 19), SRTV a hotărât ca regulile selecției naționale să se schimbe radical. Astfel, la ediția din 2010 a selecției nu artișii vor fi cei importanți,ci compozitorii.Pentru a găsi cea mai bună piesă, cea mai bună voce și cea mai bună coregrafie, TVR a angajat un juriu format din 15 personalități autohtone, care poate alege pentru o piesă bună un interpret căruia i s-ar potrivii mai bine.. De aceea, TVR a creat o listă cu artiși preferați care pot înlocui interpretul original unei sau mai multor piese intrate în finală. Majoritatea artiștilor au acceptat propunerea, în afara lui Mihai Trăistariu care a preferat să concureze pentru Republica Moldova..

Circul Globus, locul unde se va desfășura finala Selecției

## Regulament
1. Opțiunile Juriului și Televotingului au pondere egală: 50% - 50.
2. Juriul este compus din 4 jurii teritoriale (Craiova, Cluj, Iasi, Timisoara) și cel de la București. Juriile teritoriale au pondere egală cu cel de la București: 25% - 25%.
3. Fiecare membru al juriului punctează conform sistemului Eurovision (12, 10, 8, 7, 6, 5, 4, 3, 2, 1). Fiecare notă se acordă o singură dată.

1. În etapa intermediară sumele notelor juriilor teritoriale și respectiv ale celor de la București se convertesc în puncte conform ESC (12, 10, 8, 7, 6, 5, 4, 3, 2, 1).
2. Suma punctelor juriilor teritoriale și ale celui de la București se reconvertește în puncte (12, 10, 8, 7, 6, 5, 4, 3, 2, 1).
3. În caz caz sunt 2 melodii cu valoare egală a sumei, mai bine clasată este cea care a obținut mai multe puncte de la juriul din București.
4. Rezultatul televotingului se convertește în puncte (12, 10, 8, 7, 6, 5, 4, 3, 2, 1).
5. Se însumează punctele de la Jurii cu cele de la Televot și se convertesc în puncte.
6. În caz caz sunt 2 melodii cu valoare egală a sumei, mai bine clasata este cea care a obținut mai multe puncte de la Televot. (vezi cazul pozițiilor 2 - 3).
7. Melodia care obține 12 puncte reprezintă Romania La Oslo.

## Calendar
- 09.12.2009 – 14.01.2010

- perioada de înscriere la concurs;
- 21 ianuarie 2010

- deschiderea și verificarea plicurilor trimise prin poștă, pe adresa TVR din București, Calea Dorobanților, nr. 191, sector 1 sau depuse la registratura;
- 25, 26 și 27 ianuarie 2010

- preselecția pieselor validate de către notar în data de 21 ianuarie;
- 28 ianuarie – 5 februarie 2010

- perioada în care autorii ce au primit recomandarea de a schimba interpreții își vor reînregistra creațiile cu noii artiști, aleși ținând cont de recomandarea Juriului;
- 6 februarie 2010

- postarea pieselor pe site-ul
www.tvr.ro/eurovision;
- 20 februarie - 5 martie 2010

- perioada în care se promovează piesele preselectate, în condiții de egalitate, pe toate canalele TVR, precum și pe alte canale media, conform strategiei SRTv în acest sens;
- 6 martie 2010

- se desfășoară Selecția Națională.

## Concurenți

### Lista TVR
TVR a compus o listă cu participanți preferați. Doi dintre ei au infirmat oficial participarea...
| - Alex - Alexa (FN 2009) - Alexandra Ungureanu (FN 2003, 2004, 2005) - Alina Eremia (JESC 2005) - Andra (FN 2007) - Andreea Bănică - Annamari Dancs - Angelica Vasilcov - Adrian Enache (FN 1994, 2004) - Adrian Daminescu (FN 1996) - Aurelian Temișan (FN 2003) - Blaxy Girls (FN 2009) - Cătălin Josan (FN 2008, 2009) - Cream - Daniel Iordăchioaie - Delia Matache - Dj Project - Dragoș Chircu | - Desperado (FN 2003, 2007) - Direcția 5 - Giulia - Holograf - Horia Brenciu - Inna - Ionut Ungureanu (FN 2008) - Keo - Laurențiu Cazan (ESC 1993,FN 2000) - Lora (Wassabi) (FN 2007) - Loredana Groza (FN 2005) - Lucia Dumitrescu - Luminița Anghel (ESC 2005) - Mandinga (FN 2005) - Marcel Pavel (ESC 2002) - Maria Radu (FN 2004) - The Marker - Mihai Trăistariu (ESC 2006) - Miki | - Monica Anghel (ESC 1996, 2002) - Narcisa Suciu - Nico (ESC 2008) - Nicoleta Alexandru (ESC 2003) - Ovi (FN Norvegia 2009) - Paula Seling (FN 2008) - Pepe - Proconsul (FN 2002) - Provincialii (FN 2004, 2008) - Randi - Razvan Crivaci (FN 2003) - RedBlonde (FN 2009) - Roxy Rocks - Smiley (FN 2007 cu Simplu) - Ștefan Bănică Junior - Voltaj (FN 2002) - Xonia - Zero (NF 2008, 2009) |

- Note: NF = Finala Națională;
ESC = Eurovision.

## Juriu
Juriul a fost compus din 15 specialiști Români din domeniile:muzică,jurnalism,radio și televiziune.
Nume din Juriu făcute publice:
- Călin Geambașu[6]
- Dana Dorian
- Andrei Kerestely
- Alexandra Cepraga
- Dida Drăgan
- Adrian Despot
- Cornel Fugaru
- Titus Andrei
- Laurențiu Cazan
- Aura Urziceanu

Note: Selecția s-a desfășurat sub prezența notarului Sabina Mihai.

### Juriu Regional
Jurii regionale vor fi introduse anul acesta. Câte un juriu va acorda notele interpreților favoriți, în numele regiunii de proveniență
Regiuni:
- TVR București
- TVR Iași
- TVR Craiova
- TVR Timișoara
- TVR Cluj

## Prezentatori
Datorită concedierii Alinei Sorescu din ianuarie 2010, TVR a trebuit să găsească alt prezentator care să o înlocuiască. În luna februarie TVR a venit cu inițiativa unui cuplu de prezentatori. Aceștia sunt interpretul Horia Brenciu și Valentina Pelinel. De asemenea, Giannina Corondan a transmis din Camera Verde.

## Promovarea Pieselor

### Videoclipuri și difuzări
În perioada 6 februarie 2010 - 6 martie 2010 sunt difuzate videoclipurile celor 16 piese finaliste. Acestea au fost realizate în studiourile Televiziunii Române la data de 6 februarie 2010. De asemenea, începând cu 7 februarie 2010, piesele finaliste vor fi difuzate în condiții de egalitate pe toate posturile radio și unele canale de muzică din țară.
Cele 16 videoclipuri vor fi difuzate începând cu 6 februarie, de la ora 19:30 P.M. pe canalele TVR 1, TVR 2, TVR 3 și TVR i.

### Interviuri și conferințe
La data de 6 februarie 2010 toți cei 16 concurenți finaliști au fost invitați să participe la emisiunea "Ne Vedem la TVR!". Cincisprezece dintre ei au onorat invitația, dar Anda Adam a fost absentă de la emisiune, deaorece trebuia să închieie un contract important, chiar în acea zi. De asemenea, între 8 februarie și 5 martie 2010 toți finaliștii vor fi invitați la emisiuni organizate de TVR, dar și la altele precum: "Happy Hour" - Pro TV, "PoveȘtiri Adevărate" - Acasă TV sau "Trenul Vieții" și "Fun X" - B1 TV.

## Concursuri
Compania "Adevărul - Holding" și Societatea Română de Televiziune (TVR) au organizat un concurs de creație a "Mascotei României" la Eurovision 2010. Acesta a fost câștigat de către Ștefania Dumitrescu, cu ideea ei "EuRO-Zîna". De asemenea, Adevărul.ro și tvr.ro/eurovision au publicat pe site-urile lor o secțiune-concurs, premiul fiind un bilet la Finala Națională din 6 martie, sau două locuri în delegația României la Eurovision 2010, la Oslo. Același premiu se poate câștiga și citind Ziarul Adevărul, Click!, ori "Adevărul de Seară".

## Mascota
Marți, 2 februarie, s-a desfășurat la TVR jurizarea machetelor înscrise la concursul Creează mascota Eurovision 2010 în România!. Și cum Selecția Națională a concursului Eurovision 2010 este un eveniment coprodus în premieră de Televiziunea Română și ziarul Adevărul, din juriu au făcut parte reprezentanți ai ambelor instituții: Marina Almășan, coordonatoarea proiectului Eurovision 2010 și Alexandru Catalan, director de comunicare Adevărul Holding, alături de specialiști pe partea de scenografie, videografică, producție artistică și realizare de materiale promoționale.
La concurs s-au înscris peste 300 de lucrări trimise de concurenți de toate vârstele (de la 7 la 64 de ani), din întreaga țară. După studierea atentă a tuturor lucrărillor, juriul a decis ca cea mai bună propunere de mascotă este „Eurovi-Zâna“, realizată de Carmen Dumitrescu Ștefania, din București. Astfel, autoarea a câștigat premiul de 500 de euro pus în joc, iar creația sa, după ce va suferi mici modificări, va avea un rol aparte în Selecția Națională Eurovision 2010 și va însoți echipa României la Oslo, la Finala Eurovision.

## Finala
Finala s-a desfășurat sâmbătă,pe data de 6 martie 2010,de la orele 19:30 la Circul de Stat din capitală. Prezentatori au fost Valentina Pelinel și Horia Brenciu. Un total de 16 piese au concurat la data respectivă.

### Ordinea intrării
În timpul emisiunii "Ne Vedem La TVR!" din data de 6 februarie 2010, concurenții au extras câte un bilet cu numărul intrării în concurs, la 6 martie.
| Nr. Crt | Interpret                                  | Titlu                           | Traducere                      |
| ------- | ------------------------------------------ | ------------------------------- | ------------------------------ |
| 1       | Răzvan Krivach                             | "Jack Pott"                     | "Lozul cel mare"               |
| 2       | Luminița Anghel, Tony Tomas & Adrian Piper | "Save Their Lives"              | "Salvați-le viețile"           |
| 3       | Paula Seling & Ovi                         | "Playing With Fire"             | "Jucându-ne cu focul"          |
| 4       | Dalma                                      | "I'm Running"                   | "Alerg"                        |
| 5       | Alexandra Ungureanu                        | "Crazy"                         | "Nebună"                       |
| 6       | Pasager                                    | "Running Out of Time"           | "Rămânând fără timp"           |
| 7       | Lora & Sonny Flame                         | "Come Along"                    | "Alătură-te"                   |
| 8       | Hotel FM                                   | "Come As One"                   | "Uniți-vă"                     |
| 9       | Zero                                       | "Lay Me Down"                   | "Așază-mă jos"                 |
| 10      | Lucia Dumitrescu                           | "See You in Heaven, Michael!"   | "Ne vedem în Rai, Michael!"    |
| 11      | Paula Seling & Kamara Ghedi                | "It's Not Too Late"             | "Nu-i prea târziu"             |
| 12      | Laurențiu Niculescu                        | "Searching for Perfect Emotion" | "În căutarea emoției perfecte" |
| 13      | Anda Adam & Connect-R                      | "Surrender"                     | "Renunțăm"                     |
| 14      | Tina Geru                                  | "Love Is War"                   | "Dragostea e război"           |
| 15      | Alexa                                      | "Baby"                          | "Iubitule"                     |
| 16      | Cătălin Josan                              | "Around Around"                 | "Împrejur, împrejur"           |

### Desfășurarea
Finala s-a desfășurat la data de 6 februarie 2010, în Circul de Stat din București. Transimisiunea în direct a finalei a început de la 21:10, pe TVR 1 și TVR Internațional. Anul acesta spectacolul a fost transmis în direct și pe site-urile eurovision.rv și tvr.ro/eurovision. Cu cinci ore înaintea începerii finalei, Marina Almășan a prezentat o ediție specială a emisiunii „Ne Vedem la TVR!”, din Camera Verde. Acolo a introdus-o pe LaLa, mascota Eurovision România. Seara a fost deschisă de un număr de varietăți al Circului de Stat, pregătit special pentru Finală. Din motive necunoscute, Elena Gheorghe nu a fost prezentă la eveniment. După introducerea prezentatorilor, Valentina Pelinel și Horia Brenciu a urmat un filmuleț de prezentare al regulamentului la Selecția Națională, prezentat de mascota LaLa. Filmul de prezentare a fost realizat sub forma unui scur metraj animat. Concursul a început cu puțin timp după 21:30, reprezentațiile fiind separate de către două pauze publicitare. La începutul fiecărui cântec era prezentat un număr inedit de circ și titlul melodiei, cu numele artistului. Horia Brenciu și alți cântăreți au interpretat cele mai cunsocute piese câștigătoare ale Eurovisionului și câteva piese reprezentante ale României. După terminarea ultimei piese concurente a urmat un mini-recital al trupei Olsen Brothers, câștigătorii Eurovision 2000. Aceșia au cântat piesa câștigătoare "Fly On The Wings Of Love", dar și alte melodii mai noi. Televotingul a furat două ore și jumătate. După încheierea televotingului au fost prezentate juriile regionale, iar președinții de juriu au citit notele acordate fiecarei piese. În urma votului telespectatorilor și a notelor juriului, piesa câștigătoare a ieșit „Playing With Fire”, a lui Ovi cu Paula Seling. Aceștia au primit premiile și au mai dat o reprezentație live. După înceheierea spectacolului a urmat un talk show intitulat „Circul... de după!”, unde Leonard Miron a luat interviuri de la câștigători și de la unii finaliști și a cerut părerea membriilor juriului și a unor jurnaliști și critici de artă, cu privire la finală. Miron a conceput o „schemă” cu bilele ALBE și cele NEGRE ale Selecției Naționale din 2010.

### Rezultate
| Nr Crt | Artist                                     | Melodie                         | Juriu | Televot | Total | Loc |
| ------ | ------------------------------------------ | ------------------------------- | ----- | ------- | ----- | --- |
| 1      | Răzvan Krivach                             | "Jack Pott"                     | 5     | 0       | 5     | 10  |
| 2      | Luminița Anghel, Tony Tomas & Adrian Piper | "Save Their Lives"              | 6     | 10      | 16    | 2   |
| 3      | Paula Seling & Ovi                         | "Playing With Fire"             | 12    | 12      | 24    | 1   |
| 4      | Dalma                                      | "I'm Running"                   | 0     | 1       | 1     | 11  |
| 5      | Alexandra Ungureanu                        | "Crazy"                         | 1     | 0       | 1     | 12  |
| 6      | Pasager                                    | "Running Out of Time"           | 0     | 0       | 0     | 13  |
| 7      | Lora & Sony Flame                          | "Come Along"                    | 4     | 7       | 11    | 6   |
| 8      | HotelFM                                    | "Come As One"                   | 10    | 4       | 14    | 4   |
| 9      | Zero                                       | "Lay Me Down"                   | 2     | 3       | 5     | 8   |
| 10     | Lucia Dumitrescu                           | "See You in Heaven Michael"     | 0     | 0       | 0     | 13  |
| 11     | Paula Seling & Kamara Ghedi                | "It's Not Too Late"             | 7     | 6       | 13    | 5   |
| 12     | Lulu & The Puppets                         | "Searching for Perfect Emotion" | 0     | 0       | 0     | 13  |
| 13     | Anda Adam & Connect-R                      | "Surrender"                     | 0     | 5       | 5     | 7   |
| 14     | Tina Geru                                  | "Love Is War"                   | 0     | 0       | 0     | 13  |
| 15     | Alexa                                      | "Baby"                          | 3     | 2       | 5     | 9   |
| 16     | Cătălin Josan                              | "Around Around"                 | 8     | 8       | 16    | 3   |

#### Regional
| Cântec                          | Juriile | Juriile | Juriile | Juriile   | Juriile | Juriile | București | București | Punctaj | Punctaj | Televot |
| Cântec                          | Craiova | Cluj    | Iași    | Timișoara | Total   | Puncte  | Total     | Puncte    | Total   | Puncte  | Televot |
| ------------------------------- | ------- | ------- | ------- | --------- | ------- | ------- | --------- | --------- | ------- | ------- | ------- |
| "Jack Pott"                     | 0       | 5       | 38      | 27        | 70      | 5       | 33        | 3         | 8       | 5       | 4621    |
| "Save Their Lives"              | 11      | 8       | 34      | 0         | 53      | 3       | 56        | 6         | 9       | 6       | 10620   |
| "Playing With Fire"             | 60      | 60      | 37      | 32        | 189     | 12      | 120       | 12        | 24      | 12      | 23412   |
| "I'm Running"                   | 3       | 0       | 2       | 4         | 9       | 0       | 3         | 0         | 0       | 0       | 5072    |
| "Crazy"                         | 18      | 12      | 18      | 18        | 66      | 4       | 19        | 0         | 4       | 1       | 3823    |
| "Running Out of Time"           | 9       | 0       | 5       | 13        | 27      | 0       | 21        | 1         | 1       | 0       | 2698    |
| "Come Along"                    | 1       | 18      | 22      | 2         | 43      | 1       | 39        | 5         | 6       | 4       | 10503   |
| "Come As One"                   | 46      | 32      | 36      | 46        | 160     | 10      | 104       | 10        | 20      | 10      | 7515    |
| "Lay Me Down"                   | 0†      | 11      | 9       | 15        | 35      | 0       | 35        | 4         | 4       | 2       | 5720    |
| "See You in Heaven"             | 28      | 0       | 3       | 1         | 32      | 0       | 26        | 2         | 2       | 0       | 3449    |
| "It's Not Too Late"             | 30      | 46      | 24      | 48        | 148     | 8       | 63        | 7         | 15      | 7       | 8207    |
| "Searching for Perfect Emotion" | 4       | 6       | 14      | 14        | 38      | 0       | 19        | 0         | 0       | 0       | 4232    |
| "Surrender"                     | 5       | 0       | 0       | 7         | 12      | 0       | 13        | 0         | 0       | 0       | 7533    |
| "Love Is War"                   | 11      | 20      | 2       | 20        | 53      | 2       | 1         | 0         | 2       | 0       | 3543    |
| "Baby"                          | 40      | 37      | 10      | 0         | 87      | 6       | 16        | 0         | 6       | 3       | 5168    |
| "Around Around"                 | 20      | 35      | 36      | 44        | 135     | 7       | 70        | 8         | 15      | 8       | 10515   |

† Virgil Popescu, președintele juriului din Craiova, a anunțat 4 puncte pentru formația Zero astfel: "Lay Me Down, Zero, patru.", cuvântul "patru" fiind rostit cu intensitate redusă, iar oamenii din regia TVR au înțeles greșit spusele acestuia, alocând 0 puncte melodiei "Lay Me Down". Adăugarea celor 4 puncte nu ar fi afectat în niciun fel clasamentul.

## Premiul

### Trofeul Eurovision
Anul acesta, organizatorii au anunțat că cel care va câștiga finala din 6 martie nu va pleca acasă doar cu titlul de "Reprezentant al României la Eurovision 2010", ci și cu un trofeu.Acesta a fost finalizat în săptămâna 1 - 7 februarie 2010. Design-ul și lucrul au fost înfăptuite de către Alexandru Ghilduș, care a conceput și un "Cerb de Aur".

### Automobilul
Compozitorul a cărei piesă va câștiga va intra imediat în posesia unui autoturism SEAT Ibiza, oferit de compania ALTO Syncro. Acesta este încă depus în fața sediului Central TVR. Cheile îi vor fi înmânate compozitorului în noaptea de 6 spre 7 martie 2010. 

## LaEurovision
Datorită faptului că Elena, reprezentanta României la Eurovision 2009 nu s-a clasat pe locul 1, iar România nu este membră "Big Four", câștigătorul selecției va trebui să concureze în semifinala de la Oslo, din 27 mai 2010, alături de alți 24 participanți din alte țări. Dacă se va clasa între primii 10, reprezentantul României se va califica la finala din 29 mai 2010.

## Controverse

### Monica Anghel
Interpreta Monica Anghel și-a anunțat oficial prezența la Selecția națională, dar la sfârșitul lunii ianuarie a declarat că se retrage. La scurt timp, aceasta a aflat despre clauza de 100.000 de euro pentru artișii care se retrag din concurs. Replica ei a fost Artiștii au dreptul să se retragă dintr-o competiție în orice circumstanță.

### Florin Salam
"Regele Manelelor", Florin Salam s-a înscris cu două piese în preselecție, dar amândouă au fost respinse. Acesta a spus că este sigur că juriul îi va respinge ambele piese, deoarece este de etnie Rromă. Ulterior, a apărut un zvon conform căruia prezentatoarea "Ne Vedem La TVR", Marina Almășan l-ar fi numit pe interpret "O Pată de culoare".

### Mihai Trăistariu
Mihai Trăistariu, reprezentantul României la Concursul Muzical Eurovision 2006 a anunțat oficial că va participa la Eurovision 2010. Dar a ales să participe pentru Moldova în locul României. După ce a aflat că piesa lui a fost respinsă la preselecție de Peste Prut, s-a întors cu gândul spre România, dar datorită faptului că nu a trimis piesa la timp nu a putut fi luat în considerare.

### Piesele Descalificate
Televiziunea Română a descalificat șapte piese dintre cele trimise la Oficiul Poștal, pe motiv că nu aveau informațiile complete. Una dintre piesele respinse a fost trimisă din Canada, data poștei fiind în termen, dar a ajuns la TVR chiar după deshiderea plicurilor, deci nu a putut fi luată în calcul.
O altă piesă descalificată a fost balada filantropică "Save The World" a trupei Blaxy Girls.

### Înlocuirea Interpreților
Încă din decembrie 2009 TVR și Adevărul au anunțat că juriul selecției va avea permisiunea de a schimba interpretul unei piese pentru a o evidenția. În luna ianuarie, TVR s-a sesizat cu vedere la două piese acceptate în finală, și anume "Come As One" și "See You In Heaven, Michael!". Prima dintre ele era original cântată de către David Bryan iar a doua de către Mircea Romcescu. În luna februarie, s-a anunțat că artișii aleși au fost HotelFM respectiv Lucia Dumitrescu.

### Copierea altor artiști internaționali
Paula Seling și Ovi au fost criticați că au copiat numărul muzical din deschiderea Premiilor Grammy 2010, al lui Lady Gaga și Elthon John. De asemenea, Dalma Kovacs a avut o coregrafie inspirată din interpretarea lui Pink, care a folosit un număr de acrobație în aer.
De asemenea, alte două piese au fost criticate că s-au "folosit de două situații de <<criză>> internaționale" și anume moartea lui Michael Jackson - "See You in Heaven, Michael!" și Dezastrul din Haiti - "Save Their Lives".

### Câștigul Luminiței Anghel
Luminița Anghel, reprezentanta României la Concursul Muzical Eurovision 2005, a intrat în concurs cu balada „Save Their Lives”.Invitat în emisiunea Marinei Almășan de la TVR, Alexandru Catalan a declarat că „speră ca Luminița Anghel să se claseze mai bine în luna mai la Oslo decât a făcut-o data trecută, când a participat alături de trupa Sistem, obținând locul 3.”.